# Ludwig von Taube

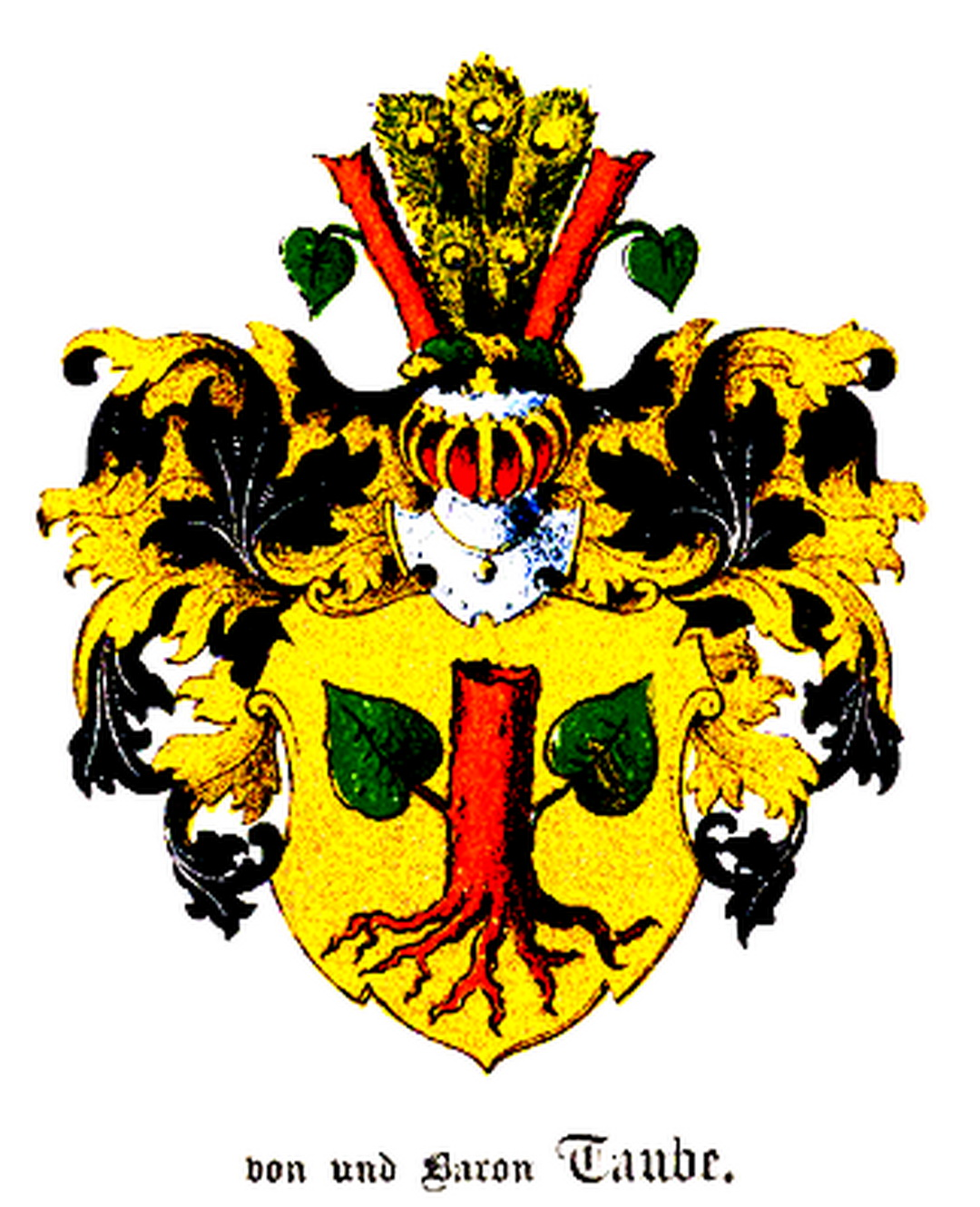
Stammwappen des Adelsgeschlechts „von Taube“ (Baltisches Wappenbuch 1882)

Karl August Ludwig  Graf von Taube (* 19. Dezember 1771; † 20. März 1816 in Stuttgart) war ein württembergischer Diplomat und Politiker.

## Herkunft
Ludwig von Taube entstammte der deutsch-baltisch-schwedischen Adelsfamilie Taube (Stammhaus Kudding). Die Grafenwürde wurde ihr 1719 durch Königin Ulrika Eleonore verliehen. Die schwedischen Grafen Taube sind Teil eines weit verzweigten Adelsgeschlechts, dessen Ursprünge im westfälischen Stift Paderborn liegen und bis auf das 13. Jahrhundert zurückgehen.

## Berufliche Laufbahn

### Präsident der Oberpostdirektion
Ab 1806 war von Taube  nach der Verstaatlichung des württembergischen Post der erste Oberpostdirektor in Stuttgart. Auf ihn geht der Ausbau der modernen Postverwaltung in Württemberg zurück, indem Postkurse ausgebaut und die Zahl der Postämter in Württemberg von 27 auf 71 gesteigert wurden.

### Staats- und Kabinettsminister
König Friedrich von Württemberg berief Graf von Taube am 4. Dezember 1807 zum Staats- und Kabinettsminister mit Zuständigkeit für die äußeren Angelegenheiten, die königlichen Hausangelegenheiten und das württembergische Polizeiwesen, nachdem es zwischen dem König und dem bisherigen Außenminister, dem Grafen von Wintzingerode, zum Bruch gekommen war.
Ende Juni 1809 kam es in den neuwürttembergischen Gebieten um Mergentheim zu Unruhen. In deren Zusammenhang geriet auch der Generallandeskommissär Eugen von Maucler in Gefangenschaft. König Friedrich ließ den Aufstand durch den Einsatz seiner Garde niederwerfen und schickte Ludwig von Taube in dessen Eigenschaft als Polizeiminister mit umfassenden Vollmachten ins Krisengebiet. Da die eigentlichen Anführer der Unruhen bereits geflohen waren, griff Taube willkürlich einige für nachrangig erklärte Rädelsführer heraus und ließ sechs von ihnen zum Tode durch Hängen oder Erschießen verurteilen. Diese Kriegsjustiz löste in den betroffenen Gebieten großes Entsetzen aus, fand jedoch die Zustimmung Napoleons.
In Paris verhandelte Graf Taube mit dem Grafen Montgelas über die territorialen Erweiterungen Württembergs und Bayerns. Napoleon nahm jedoch auf Württemberg keine Rücksicht und begünstigte Bayern. Wegen weiterer diplomatischer Misserfolge ersetzte König Friedrich schließlich den Grafen Taube als Gesandten in Paris im Jahre 1810 durch den jungen Grafen Heinrich Levin von Wintzingerode.
Am 12. Februar 1812 wurde Graf Taube auch von der Leitung des Außenministeriums entbunden und durch den Grafen von Zeppelin ersetzt. Taube behielt aber das Department der Hausangelegenheiten und das Polizeiministerium noch bis zum 14. Juli 1814.

## Familie
Sein Großvater war der schwedische Hofmarschall Graf Hans Heinrich Taube von Kudding (1698–1766). Seine Eltern waren Graf Jakob Johann Taube von Kudding (1727–1799) und Eleonore Albedyll.
Graf Ludwig von Taube heiratete 1807 Wilhelmine von Zeppelin (* 1791; † 1872). Diese war die Tochter des Reichsgrafen Johann Karl von Zeppelin, eines persönlichen Freundes von König Friedrich. Da Wilhelmine 1802 verwaist war, sorgte Königin Charlotte Mathilde  für ihre weitere Erziehung. Das anfangs in königlicher Gunst stehende Ehepaar Ludwig und Wilhelmine von Taube bekam zwei Kinder, einen Sohn und eine Tochter.  Der Sohn Adolf von Taube war später württembergischer Staatsrat.